# John Dobson

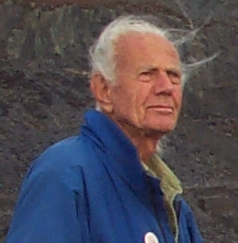
John Dobson 2002

John Lowry Dobson (Peking, 14 september 1915 – Burbank (Los Angeles County, Californië), 15 januari 2014) was een Amerikaanse amateurastronoom. Zijn concept, dat bekend werd onder de naam Dobsontelescoop, bracht een revolutie teweeg in de moderne amateurastronomie.

## Leven
John Dobson werd in Peking geboren en verbleef gedurende zijn kinderjaren in China. Zijn grootvader van moederszijde was de oprichter van de Universiteit van Peking. Zijn moeder was musica, en zijn vader was docent zoölogie aan de universiteit van Peking. In 1927 ging het gezin terug naar de Verenigde Staten en vestigde zich in San Francisco, waar zijn vader docent werd aan de Lowell High School.
John ging scheikunde studeren aan de Universiteit van Berkeley, waar hij in 1943 afstudeerde.
In zijn jonge jaren was Dobson atheïst. Naarmate hij ouder werd, kwam hij tot de overtuiging dat het universum een goddelijke oorsprong moest hebben. In 1940 leefde hij een tijdje in een klooster, dat hij weer verliet om zijn studie voort te zetten. In 1944 sloot hij zich aan bij de Ramakrishna-orde en leefde de daaropvolgende 23 jaar als hindoeïstische monnik in het Vedantaklooster in San Francisco.
In die tijd begon hij zich bezig te houden met de structuur van het heelal. Om daar meer over te weten te komen, dook hij in de astronomie. Daar hij een gelofte van armoede had afgelegd, kon hij geen kant-en-klare telescoop kopen, zodat hij er met de meest eenvoudige middelen zelf een ging bouwen. Zo sleep hij flessenbodems tot telescoopspiegels, en als tubus gebruikte hij kartonnen buizen die hij op bouwplaatsen vond. Zijn instrumenten hadden geen conventionele montering, maar waren slechts beweegbaar op een kast van triplex geplaatst.
Dobsons astronomische activiteiten werden door zijn kloosterorde steeds minder op prijs gesteld. In zijn briefcontacten met de buitenwereld moest hij zich soms in codes uitdrukken, waarbij hij telescopen als geraniums en bloempotten „camoufleerde”. Ten slotte moest hij een keuze maken voor de kloosterorde of voor het bouwen van telescopen. Hij koos voor het laatste en trad in 1967 uit.
In datzelfde jaar werd hij medeoprichter van de Sidewalk Astronomers („Trottoirastronomen”) in San Francisco. Deze groep van amateurastronomen stelde hun telescopen gewoon op het trottoir op en bood elke voorbijganger aan er een blik door te werpen. De Sidewalk Astronomers zijn inmiddels een bekende organisatie die over de hele wereld verspreid is. Zij stellen zich ten doel de astronomie dichter bij het grote publiek te brengen.
Door hun primitieve onderdelen vertoonden Dobsons eerste telescopen nog optische gebreken en hadden zij nog geen hoog scheidend vermogen. In de loop der jaren verbeterden hij en andere amateurastronomen het ontwerp. Het principe van de Dobsonmontering leidde ertoe dat zelfs grote spiegeltelescopen goedkoop gebouwd konden worden. Dobsontelescopen kunnen vrij eenvoudig in zelfbouw worden vervaardigd, zijn zeer goed te transporteren en kunnen ter plaatse met slechts een paar handelingen worden opgebouwd. Deze eigenschappen hebben ertoe geleid dat dit telescooptype tegenwoordig wijdverbreid is.
Dobson werd zeer populair, onder andere door optredens voor de Amerikaanse televisie en op telescoopbijeenkomsten over de hele wereld. Zijn populariteit gebruikte hij om zijn enigszins onorthodoxe ideeën over kosmologie te verspreiden. Zo was hij een verklaard tegenstander van de tegenwoordig geaccepteerde oerknaltheorie. Volgens hem is het onlogisch dat „iets” uit het „niets” kan ontstaan. Bovendien moeten wetenschappers hun toevlucht nemen tot onbewezen theorieën, zoals die van de donkere materie. Er zou gewoon een nieuwe natuurkunde uitgevonden zijn om de oerknaltheorie te onderbouwen.
Zijn critici verweten hem dat zijn model niet wetenschappelijk gefundeerd is.